# Jan Filips van Boonem

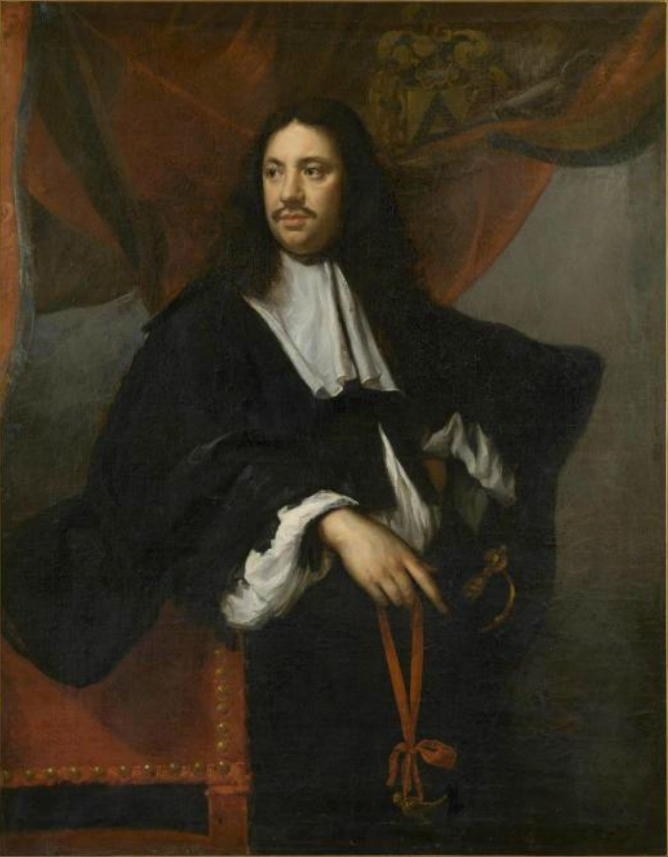
Portret van Jan-Filips van Boonem door Jacob I van Oost (1665)

Jan-Filips van Boonem (Brugge, ca. 1627 - 24 maart 1706) was burgemeester van de schepenen van Brugge, en hoogbaljuw van het Land van Waas.

## Levensloop
Van Boonem stamde uit een eeuwenoude Brugse edele familie. Hij was een zoon van Jan-Erard van Boonem (1579-1628), schepen en burgemeester van het Brugse Vrije, en van Catharine Sproncholf.
Hij trouwde met Marie-Thérèse Anchemant (1626-1678), dochter van burgemeester Jacob Anchemant en Catherine Wynckelman. Ze hadden een zoon, Ferdinand van Boonem († 1713), laatste mannelijke naamdrager. Hij werd Hoogbaljuw van het Land van Waas.
Jan-Filips werd in 1679 tot ridder verheven. Ferdinand kreeg de erfelijke baronstitel.
In 1664 werd hij hoofdman van de Sint-Jorisgilde van kruisboogschutters, voornaamste gezelligheidsvereniging voor de Brugse elite.
Het echtpaar werd begraven in de kerk van de Predikheren.

## Stadsbestuur
Jan-Filips van Boonem doorliep gedurende veertig jaar een loopbaan als stadsbestuurder van Brugge. Hij vervulde de volgende ambten:
- 1662: schepen
- 1664: schepen
- 1655: schepen
- 1670-1672: eerste schepen
- 1674-1675: eerste schepen
- 1675-1677: burgemeester van de raadsleden
- 1677-1682: burgemeester van de schepenen
- 1682-1683: eerste schepen
- 1683-1693: burgemeester van de schepenen
- 1695-1700: burgemeester van de schepen.

Het valt op dat hij, in tegenstelling tot de geldende regels van jaarlijkse wisseling van de ambten, vanaf 1677 bijna onafgebroken burgemeester van de schepenen was. Gedurende dertig jaar leidde hij de stad, als eerste schepen, burgemeester van de raadsleden en vooral burgemeester van de schepenen.

## Bron
- Stadsarchief Brugge, Lijst van de wetsvernieuwingen.